# 虹色のチョーク 知的障がい者と歩んだ町工場のキセキ
『虹色のチョーク 知的障がい者と歩んだ町工場のキセキ』（にじいろのチョーク ちてきしょうがいしゃとあゆんだまちこうばのキセキ）は、2023年8月26日（土曜）21:19 - 23:15まで日本テレビ系『24時間テレビ 「愛は地球を救う」46』内で放送されたスペシャルドラマ。主演は道枝駿佑。なお、24時間テレビのスペシャルドラマで主演がジャニーズ事務所所属者の作品は、2021年の『生徒が人生をやり直せる学校』の平野紫耀以来2年ぶりである。

## キャスト

### 主要人物
大森広翔（おおもり ひろと）
演 - 道枝駿佑（なにわ男子）
大日本チョーク社長の長男。
佐倉結（さくら ゆい）
演 - 芳根京子
大日本チョークに仮採用された知的障がい者の女性。自閉スペクトラム症の傾向がある。
東村勝也（ひがしむら かつや） / カッチャン
演 - 戸塚純貴
広翔の先輩社員。自閉スペクトラム症の傾向がある。工場でみんなのマスコット的存在。
三輪加代子（みわ かよこ）
演 - 小林聡美
結が暮らすグループホーム「しきさいのいえ」の世話人。元養護学校の教諭。
大森彰男（おおもり あきお）
演 - 江口洋介
大日本チョークの社長。広翔の父。

### 大日本チョーク
中嶋光
演 - 今野浩喜

石野秀治
演 - 阿部翔平

林俊介
演 - 岡部尚

谷美智子
演 - 大西礼芳

森川真一
演 - 吉田健悟

塚田修
演 - BOB

丸山虎太郎
演 - 高橋侃

福本英治
演 - 中島広稀

後藤勝
演 - 大朏岳優

### グループホーム「しきさいのいえ」
岸田亮太
演 - きづき

田代奈央
演 - 佐々木史帆

## スタッフ
- 原作 - 小松成美『虹色のチョーク 働く幸せを実現した町工場の奇跡』（幻冬舎文庫）[6]
- 脚本 - 松田裕子[6]
- 演出 - 内田秀実[6]
- 特別協力 - 日本理化学工業
- 障がい監修 - 佐野良（社会福祉法人育桜福祉会）
- チョーク・キットパスアート - 酒井まりあ
- 気象監修 - 杉江勇次
- 音楽 - 大間々昂[6]
- 医療監修 - 本田俊哉
- VFX - 田中貴志
- チーフプロデューサー - 田中宏史[6]
- プロデューサー - 小田玲奈、大平太、鈴木香織（AX-ON）[6]
- 制作協力 - AX-ON
- 製作著作 - 日本テレビ